# Thomer-la-Sôgne
Thomer-la-Sôgne [tɔmɛʁ la soɲ] est une ancienne commune française, située dans le département de l'Eure en région Normandie , devenue le 1er janvier 2016 une commune déléguée au sein de la commune nouvelle de Chambois.

## Géographie

### Localisation
| Le Plessis-Grohan                                         | Avrilly (comm. nouv. de Chambois) | Grossœuvre        |
| Sylvains-lès-Moulins (comm. dél. de Sylvains-les-Moulins) | Thomer-la-Sôgne                   | Jumelles          |
| Corneuil (comm. nouv. de Chambois)                        | Chavigny-Bailleul                 | Chavigny-Bailleul |

## Toponymie
Thomer est attesté sous les formes Thomer en 1211, Thomerium en 1317 (L. P.).

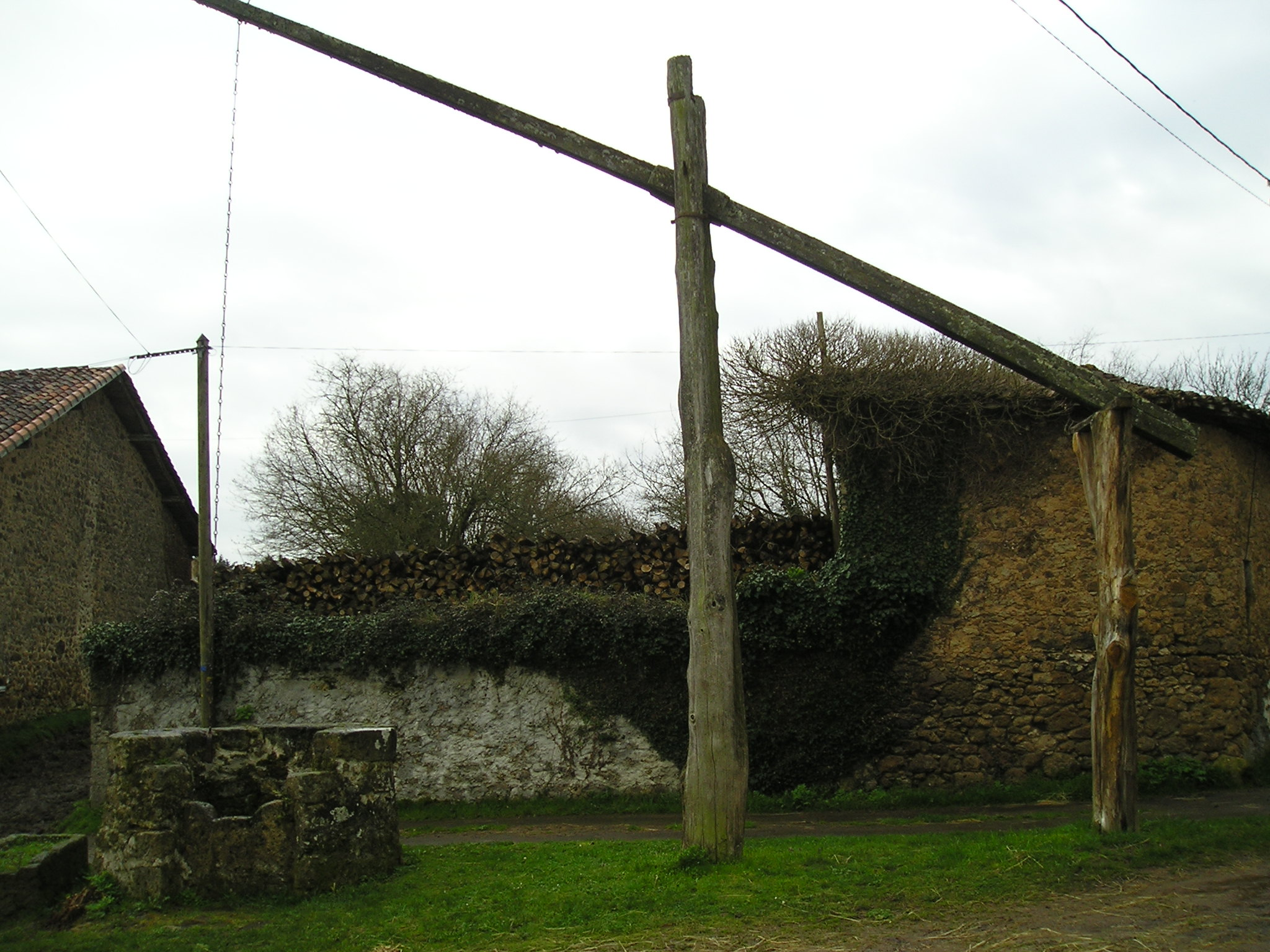
Un puits Cigogne.

La Sôgne est attesté sous les formes Ciconia et Cyconia en 1195 (grande charte de Richard Cœur de Lion en faveur de Saint-Taurin), la Ceonne en 1200, Cigonia en 1252 (cartulaire de Lyre), la Ceogne en 1298, Ceongne et la Ceonne en 1309, Chiconia en 1317, la Cheongne en 1324 (cartulaire de Saint-Taurin).
Ciconia devenu en ancien français, ceone.
De l'oïl soingne « cigogne », qui a dû avoir le même sens que cigogne « grande bascule pour tirer l'eau d'un puits », donnant à l'arrêt un profil de cigogne.

## Histoire
La commune est issue de la fusion en 1844 de Thomer et de La Sôgne.

## Politique et administration
| Période                                  | Période  | Identité               | Étiquette | Qualité     |
| ---------------------------------------- | -------- | ---------------------- | --------- | ----------- |
| 1844                                     |          |                        |           |             |
| Les données manquantes sont à compléter. |          |                        |           |             |
| mars 2001                                | 2014     | Micheline Heuland      |           |             |
| mars 2014                                | En cours | Jean-Pierre Phiquepron | DVD       | Agriculteur |

## Démographie
L'évolution du nombre d'habitants est connue à travers les recensements de la population effectués dans la commune depuis 1793. À partir du 1er janvier 2009, les populations légales des communes sont publiées annuellement dans le cadre d'un recensement qui repose désormais sur une collecte d'information annuelle, concernant successivement tous les territoires communaux au cours d'une période de cinq ans. 
Pour les communes de moins de 10 000 habitants, une enquête de recensement portant sur toute la population est réalisée tous les cinq ans, les populations légales des années intermédiaires étant quant à elles estimées par interpolation ou extrapolation. Pour la commune, le premier recensement exhaustif entrant dans le cadre du nouveau dispositif a été réalisé en 2007,.
En 2013, la commune comptait 327 habitants, en évolution de +6,17 % par rapport à 2008 (Eure : +2,66 %, France hors Mayotte : +2,49 %).
| 1793 | 1800 | 1806 | 1821 | 1831 | 1836 | 1841 | 1846 | 1851 |
| ---- | ---- | ---- | ---- | ---- | ---- | ---- | ---- | ---- |
| 253  | 264  | 273  | 268  | 336  | 328  | 345  | 398  | 405  |

| 1856 | 1861 | 1866 | 1872 | 1876 | 1881 | 1886 | 1891 | 1896 |
| ---- | ---- | ---- | ---- | ---- | ---- | ---- | ---- | ---- |
| 405  | 361  | 375  | 363  | 337  | 346  | 309  | 306  | 300  |

| 1901 | 1906 | 1911 | 1921 | 1926 | 1931 | 1936 | 1946 | 1954 |
| ---- | ---- | ---- | ---- | ---- | ---- | ---- | ---- | ---- |
| 285  | 272  | 259  | 227  | 227  | 208  | 194  | 207  | 237  |

| 1962 | 1968 | 1975 | 1982 | 1990 | 1999 | 2007 | 2012 | 2013 |
| ---- | ---- | ---- | ---- | ---- | ---- | ---- | ---- | ---- |
| 212  | 230  | 242  | 257  | 284  | 302  | 309  | 323  | 327  |

## Culture locale et patrimoine

### Lieux et monuments
- Église Saint-Barthélémy

### Personnalités liées à la commune
- Évelyne Dhéliat (1948-), présentatrice de télévision française y possède une maison de campagne[11].

### Patrimoine naturel
La forêt d'Évreux (dont une partie se trouve comprise sur le territoire de la commune), est en zone naturelle d'intérêt écologique, faunistique et floristique.